# Гольденталь, Яков
Яков Гольденталь (16 апреля 1815, Броды, Галиция — 27 декабря 1868, Вена) — австрийский востоковед, литературовед и филолог.
Родился в еврейской семье. Изучал древние языки в Лейпцигском университете, в 1845 году получил в нём степень доктора философии. В июне 1843 года, ещё до получения степени, некоторое время работал в России, в Кишинёве, где возглавлял еврейскую школу. В 1846 году переехал в Вену, с сентября 1849 года был профессором восточных языков и литературы в Венском университете; в этом учреждении работал до конца жизни. Состоял также членом-корреспондентом Австрийской академии наук.
Как учёный специализировался на еврейской литературе и иврите. Был известен изданиями многих сочинений по древнейшей еврейской литературе — «Meisan al Almal», «Apologia Maimonidis», «Clavis talmudica» и так далее. Написал «Rieti und Marini oder Dante und Ovid in hebräischer Umkleidung» (1851); составил арабскую грамматику на еврейском языке (Вена, 1857).